# Fionia (okręg)
Okręg Fionia (duń. Fyns Amt) – jeden z duńskich okręgów istniejących w latach 1970–2006. Obejmował Fionię, Ærø, Langeland i około 90 innych wysp. Okręg został stworzony w 1970 z połączenia okręgów Odense i Svendborg, natomiast zlikwidowany na mocy reformy administracyjnej z 2007. Obecnie jego obszar jest częścią regionu administracyjnego Dania Południowa.

## Gminy
- Assens
- Bogense
- Broby
- Egebjerg
- Ejby
- Faaborg
- Glamsbjerg
- Gudme
- Haarby
- Kerteminde
- Langeskov
- Marstal
- Middelfart
- Munkebo
- Nyborg
- Nørre Aaby
- Odense
- Otterup
- Ringe
- Rudkøbing
- Ryslinge
- Svendborg
- Sydlangeland
- Søndersø
- Tommerup
- Tranekær
- Ullerslev
- Vissenbjerg
- Ærøskøbing
- Ørbæk
- Årslev
- Aarup